# Stapelermoor
Stapelermoor ist ein Reihendorf in der Gemeinde Uplengen im Landkreis Leer in Ostfriesland. Das Dorf gehört zum Ortsteil Meinersfehn und liegt etwa zehn Kilometer nordwestlich von Westerstede. In dem Dorf leben auf einer Fläche von etwa 17,23 Quadratkilometern rund 300 Einwohner.
Der Ort wird erstmals 1897 erwähnt. Der Name bezeichnet das zu Stapel gehörige Moor. Das Dorf entstand inmitten eines Erd-Hochmoorgebietes auf einer Höhe von etwa 12,5 Metern. Reste dieses Moorgebietes sind heute als Naturschutzgebiet Stapeler Moor ausgewiesen.